# Jelle Goes
Jelle Quirinus Goes (Hilversum, 26 de março de 1970) é um ex-futebolista e treinador de futebol holandês. Atualmente é diretor-esportivo do Anzhi.

## Carreira
Após uma carreira de jogador malsucedida (atuou por SV Huizen e GVV Veenendaal), Goes aposentou-se precocemente em 1992, com 22 anos de idade. No mesmo ano, comandou o próprio Veenendaal até 1995. Comandou ainda as seleções Sub-14, Sub-15 e Sub-23 da Holanda, o time de reservas do CSKA Moscou e os juvenis do PSV Eindhoven até 2012, quando foi nomeado diretor-esportivo do Anzhi.
Seu trabalho mais conhecido como técnico foi na Seleção Estoniana, tendo comandado a seleção Sub-21, sendo ainda auxiliar-técnico e treinador da equipe principal entre 2004 e 2007.